# Charles Diehl

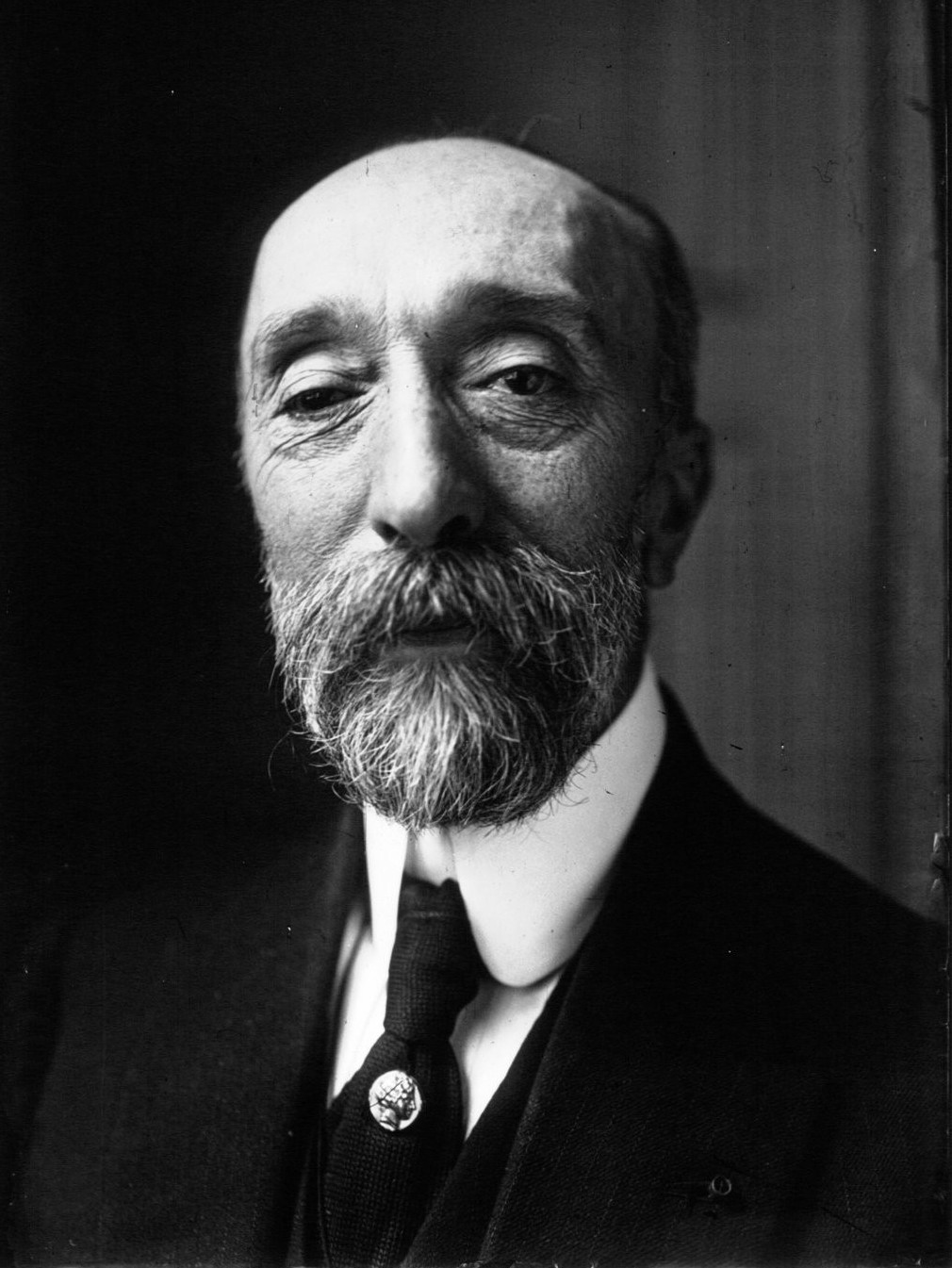
Charles Diehl (1859-1944)

Charles Diehl (ur. 19 stycznia 1859  – zm. 1 listopada 1944) - historyk francuski, specjalizujący się w historii Bizancjum. 

## Życiorys
Ukończył École normale supérieure, wykładał na Sorbonie. Opanował niemal wszystkie dziedziny historii bizantyńskiej nie wyłączając historii sztuki. Był wyjątkowo utalentowanym narratorem jak również wnikliwym badaczem, czego najlepszym dowodem są jego doskonałe dzieła o egzarchacie Rawenny (1888), o bizantyńskiej Afryce (1896), o Justynianie Wielkim (1901), jak i liczne rozprawy w Etudes byzantines (1905). Ogromną poczytnością cieszyły się również jego świetne eseje - Figures byzantines.

## Publikacje
- L’Afrique Byzantine. Histoire de la domination byzantine en Afrique (533-709), Paris 1896.
- Justinien et la civilisation byzantine au VIe siècle, Paris 1901.
- Figures Byzantines, Paris 1906-1908.
- Histoire de l'Empire Byzantin, Paris 1919.
- Byzance. Grandeur et decadence, Paris 1920.
- Les Grands Problèmes de l'Histoire Byzantine, wyd. 2, Paris 1926.
- Theodora imperatrice de Byzance, Paris 1937.
- Les grands problems de l’histoire byzantine, Paris 1947.
- Imperatrices de Byzance, Paris 1959.

## Publikacja w języku polskim
- Sztuka bizantyjska [w:] Bizancjum. Wstęp do cywilizacji wschodniorzymskiej, red. Norman Baynes i S.L.B. Moss,  przeł. Edward Zwolski, Warszawa: Pax 1964.
- Historia Cesarstwa Bizantyjskiego w zarysie 1204-1453 [w:] Bizancjum. Wstęp do cywilizacji wschodniorzymskiej, red. Norman Baynes i S.L.B. Moss,  przeł. Edward Zwolski, Warszawa: Pax 1964.